# Luck of the Navy
Luck of the Navy é um filme de comédia e suspense produzido no Reino Unido, dirigido por Norman Lee e lançado em 1938. Foi baseado na peça teatral The Luck of the Navy, de Clifford Mills.